# Henrik L'Abée-Lund
Henrik L'Abée-Lund (23 de marzo de 1986) es un deportista noruego que compite en biatlón. Ganó una medalla de oro en el Campeonato Mundial de Biatlón de 2013, en la prueba por relevos, y cuatro medallas en el Campeonato Europeo de Biatlón entre los años 2009 y 2016.

## Palmarés internacional
| Campeonato Mundial | Campeonato Mundial           | Campeonato Mundial | Campeonato Mundial |
| Año                | Lugar                        | Medalla            | Prueba             |
| ------------------ | ---------------------------- | ------------------ | ------------------ |
| 2013               | Nové Město (República Checa) | Medalla de oro     | Relevos            |
| Campeonato Europeo |                              |                    |                    |
| Año                | Lugar                        | Medalla            | Prueba             |
| 2009               | Ufa (Rusia)                  | Medalla de oro     | Relevos            |
| 2012               | Osrblie (Eslovaquia)         | Medalla de plata   | Relevos            |
| 2016               | Tiumén (Rusia)               | Medalla de plata   | Velocidad          |
| 2016               | Tiumén (Rusia)               | Medalla de bronce  | Relevo mixto       |